# H.W.L. Poonja
Sri Hariwansh Lal Poonja, chiamato "Papaji“, Poonjaji o "Leone di Lucknow“ (Gujranwala, 13 ottobre 1910 – Lucknow, 6 settembre 1997), è stato un saggio indiano della tradizione induista non-dualistica Advaita Vedānta e della pratica devozionale Bhakti. Avendo varie profonde manifestazioni spirituali da bambino piccolo desiderava sempre „vedere Dio“. Come padre di famiglia del Punjab occidentale viaggiò per l'India e si confrontò con vari saggi e Guru nella sua ricerca spirituale. Infine riconobbe come maestro Ramana Maharshi.

## Biografia
H.W.L. Poonja nacque a Gujranvalla nel Punjab occidentale, oggi Pakistan, in una famiglia di Saraswati Brahmans. Sua madre era la sorella di Swami Rama Tirtha, uno dei più conosciuti saggi indiani. All'età di otto anni fece un'esperienza profonda ed insolita della consapevolezza pura. Sua madre lo convinse che con l'abbandono alle deità di Hindu e Krishna poteva riavere quest'esperienza totale, così divenne un devoto sincero di Krishna Bhakti. Era un bambino prodigio ed iniziò ad avere delle visioni di Krishna. Nella tradizione di Vaisnava questo è chiamato ricevere "Darśana" da Dio. Trascorse la sua gioventù in una relazione intima con Krishna, che considerava suo amico, giocava con le visioni di questo e si sentì benedetto nell'unione spirituale.
Da adulto visse una vita normale, era sposato, crebbe due figli ed era membro dell'esercito inglese, mentre il suo amore per Krishna e le visioni di colui continuarono. Aspirando la sua vita come devoto non era soddisfatto nell'avere visioni temporanei ed era profondamente inquieto quando Krishna non apparì. Era ossessionato dell'idea di poter vedere Dio. Ripeteva continuamente il nome di Krishna (japa) e viaggiava per tutta l'India chiedendo ai saggi se potevano mostrargli come ricevere Darśana di Dio volutamente.

## L'incontro con Ramana Maharshi
Dopo il fallimento dei suoi tentativi di poter vedere Dio volutamente, tornò dalla sua famiglia a Lyalpur. Un sadhu gli apparve vicino alla porta e Poonjaji lo invitò ad entrare rivolgendogli le stesse domande già fatte a diversi saggi in tutta l'India. “Mi può far vedere Dio? Se no, mi può dire di uno che lo può fare?” Rimase sorpreso quando il sadhu gli rispose che c'era una persona che gli poteva mostrare Dio, Ramana Maharshi. Ascoltò le informazioni del sadhu per poter trovare Ramana a Tiruvannamalai nell'India del Sud. Alla prima possibilità Poonjaji viaggiò a Tiruvannamalai per incontrare Ramana Maharshi al Sri Ramana Ashram. Era nel 1949 e Poonjaji aveva 31 anni. Incontrando Ramana ed avendo un'altra visione di Dio, Ramana lo spinse nella direzione del suo vero Sé. Gli mostrò che un Dio che appare e poi sparisce non è permanente, non è l'ultima verità. Solamente colui che è cosciente di questo Dio è consapevole. Egli incoraggiò Poonjaji di trovare quello che visse la visione di Dio, perché l'Uno (la consapevolezza) non va e viene. Ramana disse a Poonjaji di trovare il ricercatore stesso. Dopo aver sentito questo, Poonjaji ebbe un'esperienza molto profonda, e con la guida di Ramana divenne consapevole del cuore spirituale, che percepì aperto e fiorito. Tuttavia continuò con lo japa del nome di Krishna e non era impressionato dell'istruzione ricevuta.
A questo punto, Poonjaji continuò il suo cammino come devoto, avendo tante visioni di deità Hindu. Non era del tutto convinto del valore della filosofia dell'Advaita Vedānta. Questo ebbe una fine quando in una visione Ramana gli disse che la devozione per Krishna era la verità assoluta. Poonja si sentì obbligato di dover tornare al Sri Ramanasram e di chiedere Ramana se lui gli era apparso già prima e se gli aveva mostrato l'importanza del Krishna Bhakti. Ramana non rispose a questa domanda con parole e mentre Poonja aspettava una risposta, arrivarono dei devoti e diedero a Ramana una fotografia di Krishna. Ramana guardò questa foto, piangeva così forte che Poonja si convinse che Ramana stesso fu un bhakta segreto. Soltanto dopo, quando Poonja ebbe una crisi spirituale ed ebbe fiducia che Ramana (il bhakta segreto) lo potesse aiutare, realizzò completamente il Sé oppure l'Ātman. 
Immediatamente, dopo una vita di devozione, scoprì che non poteva più "pensare" a Dio, che praticare japa o altri esercizi spirituali non era necessario. Profondamente colpito, chiese aiuto a Ramana. Questi rispose che tutto ciò non era un problema, che la sua pratica lo aveva portato al punto in cui si trovava, e che ora poteva essere lasciata: tutto aveva il suo scopo. Sentendo questo, immerso nello sguardo silenzioso del suo guru, Poonjaji percepì il suo corpo purificato, trasformandosi come se rinascesse. In quel momento, immediatamente, capì chi fosse lui stesso e chi fosse sempre stato.

## Vita dopo l'incontro con Ramana Maharshi
Dopo la sua trasformazione rimase nel Sud dell'India fino nel 1947. Durante la separazione dell'India, Ramana lo mandò a casa nel Punjab (adesso parte del nuovo Pakistan) per portare in salvo la sua famiglia a Lucknow. Le ultime parole di Ramana a Poonjaji erano: “Sono con te ovunque tu vada”. Gli anni seguenti Poonjaji guadagnò denaro per mantenere la famiglia, fece incontri con ricercatori e tenne satsang ovunque fu. Nel 1953 incontrò il suo primo discepolo dell'ovest, Henri Le Saux, conosciuto anche come Swami Abhishiktananda, il quale scrisse molti libri sull'Advaita Vedānta e Cristianesimo. Nel 1966 si ritirò ai piedi del Himalaya.
Poonjaji si stabilì a Lucknow, dove accolse visitatori di tutto il mondo. Morì il 6 settembre del 1997.

## Messaggio
Poonjaji rifiutò di identificarsi con qualsiasi tradizione e fu considerato severamente radicale nel suo insegnamento diretto. Durante il satsang, l'insegnamento corrispose a quello del suo guru Ramana Maharshi, simile all'Advaita Vedānta, mentre il suo stile di insegnare venne paragonato a quello dei primi maestri Zen. Il suo messaggio, come quello del suo maestro Sri Ramana, era che il Sé fosse già illuminato e libero. Egli insistette che definitivamente non c'era differenza tra guru e devoto, non c'era né insegnante, né devoto, né messaggio. Le parole possono soltanto indirizzare all'ultima verità, ma non possono mai essere questa. Il solo capire con la mente, senza la realizzazione diretta della verità con l'autoricerca, non basta. Come Sri Ramana, Poonja insegnò l'autoindagine, che include il trovare dell'Io personale, l'investigare diretto dell'Io ed il concentrarsi su questo. Poonja capì subito che bhakta devoti come Kabir, Ravidas, Sukdev e Mirabai erano anche risvegliati nella stessa libertà, conosciuta come Sahaja Samādhi, chiamato Dio. Come Sri Ramana, egli disse che l'insegnamento con il silenzio era più importante dell'insegnamento con le parole. Tante persone che lo incontrarono fecero l'esperienza della trasmissione potente di coscienza, presenza, grazia, amore, beatitudine o shaktipat, spesso Poonja li spinse direttamente nell'esperienza del Sé, a volte rifiutò insistentemente l'idea della trasmissione.
Oggi i discepoli di Poonjaji condividono Satsang in diversi posti in tutto il mondo. I più conosciuti sono Neeraja, Gangaji, Madhukar, Mooji, Ganga Mira, Catherine Ingram e Yudhishtara. David Godman si trasferì a Lucknow nel 1992 e rimase con lui fino al 1997. Scrisse la sua biografia e negli anni seguenti pubblicò diversi libri, inclusi interviste con Papaji, un'antologia, e Nothing Ever Happened (Nulla è mai successo), una biografia di 3 volumi in 1 200 pagine.

## Opere di Papaji in lingua italiana
- H.W.L Poonja, Dialoghi col Maestro, Ubaldini editore
- H.W.L Poonja, Svegliati e ruggisci, Ubaldini editore
- H.W.L Poonja, Il vuoto che danza, Psiche 2
- H.W.L Poonja, Risvegliarsi dal sogno, Diari di H.W.L. Poonja, Libreria editrice Psiche
- H.W.L Poonja, Il fuoco della libertà, Ubaldini editore
- H.W.L Poonja. Ramana Maharshi il mio Maestro "Io sono con te ovunque tu sia". Diari di H.W.L. Poonja. Libreria editrice Psiche

DVD con sottotitoli in italiano:
- H.W.L Poonja, Il testimone, Sri Papaji Center
- H.W.L Poonja, Mi dia L'illuminazione, Sri Papaji Center
- H.W.L Poonja, La fiamma interiore, Sri Papaji Center
- H.W.L Poonja, Torna al silenzio, Sri Papaji Center
- H.W.L Poonja, Libertà dalla mente, Sri Papaji Center
- H.W.L Poonja. Chi sei tu. Sri Papaji Center
- H.W.L Poonja. Adorazione. Sri Papaji Center
- H.W.L Poonja. Nozze mistiche. Sri Papaji Center
- H.W.L Poonja. Tutto è una nozione. Sri Papaji Center
- H.W.L Poonja. Estingui ogni ricerca. Sri Papaji Center
- H.W.L Poonja. È così semplice. Sri Papaji Center
- H.W.L Poonja. Morte e eternità. Sri Papaji Center
- H.W.L Poonja. Niente è mai accaduto. Sri Papaji Center